# Tholey
Tholey är en kommun i Landkreis St. Wendel i förbundslandet Saarland i Tyskland. Kommunen ligger omkring 10 kilometer väst om Sankt Wendel och 30 kilometer norr om Saarbrücken. Kommunen har cirka 12 000 invånare.
De tidigare kommunerna Bergweiler, Hasborn-Dautweiler, Lindscheid, Neipel, Scheuern, Sotzweiler, Theley, Tholey och Überroth-Niederhofen bildade den nya kommunen Tholey 1 januari 1974.